# Cousinia parsana
Cousinia parsana là một loài thực vật có hoa trong họ Cúc. Loài này được Ghahr., Iranshahr & Attar mô tả khoa học đầu tiên năm 1999.